# Герб Слуцька
Герб Слуцька — геральдичний символ Слуцька, наданий місту королем польським і великим князем литовським Яном Казимиром 27 серпня 1652 : «в блакитному полі срібний кінь з крилами; на червоній попоні під князівською короною монограма R[adivil] D[ux]».

## Опис
Офіційний опис:
| У синьому полі барокового щита на зеленій землі срібний Пегас, покритий червоною попоною із золотою монограмою RD (Radzivill Dux — князь Радзівіл) під княжою короною. Оригінальний текст (рос.) В синем поле барочного щита на зелёной земле серебряный Пегас, покрытый красной попоной с золотой монограммой RD (Radzivill Dux — князь Радзивилл) под княжеской короной. |

## Історія

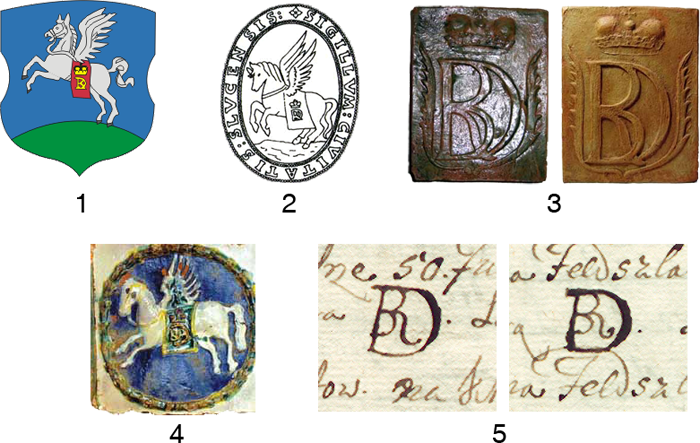
1. Сучасний герб Слуцька.
2. Малюнок печатки Слуцького магістрату другої половини XVII—XVIII ст.
3. Поливний і неполивний кахлі з Біржанського замку, 1660-і рр.
4. Кахля зі Слуцького Верхнього замку, 1650-1660-і рр.
5. Зображення монограми Б. Радзивілла з інвентарю гармат Слуцької фортеці 1705 р.

1441 року місто Слуцьк отримав обмежене самоврядування на основі магдебурзького права і герб. У 1700 році місту надано повне магдебурзьке право і герб.

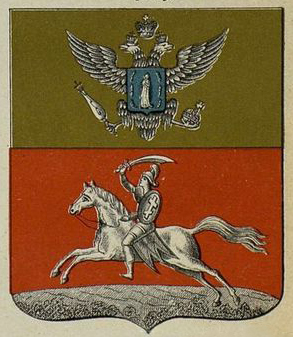
Герб Слуцька у 1840-х роках

Після входження до складу Російської імперії в результаті другого поділу Польщі, 22 січня 1796 року був затверджений герб повітового міста Слуцька: «у верхній частині щита — герб Мінський; в нижній частині — на червоному тлі, вершник, який стрибає, одягнений в панцир, який прикривається щитом і тримає в правій руці меч на розмаху».
У 1992 році міська рада Слуцька затвердила гербом міста герб із Погонею. Один з депутатів, отець Міхаїл Вейга висловив переконання в тому, що «Пегас» — це символ язичницький, і православна церква проти.
18 червня 1996 року рішенням Слуцької міської ради був затверджений герб з Пегасом. У гербовому матрикулі Білорусі значиться під № 47.

## Монограма
Відповідно до прийнятого офіційного опису зображення герба, реконструйованого відомим білоруським дослідником Анатолем Титовим, монограма на гербі Слуцька мала вигляд букв R[adivil] D[ux]. Реконструкція герба була зроблена А. Титовим, визнаним фахівцем в галузі сфрагістики та геральдики, згідно з образами міських печаток Слуцька XVII — XVIII ст. Однак, зображення монограми на попоні дуже нерозбірливе, що зовсім не дивно у випадку мініатюрного формату відбитків друку.
Інтерпретацію А. Титова монограми на гербі Слуцька поставила під сумнів Тамара Габро. Авторка стверджувала, що «монограма, розташована під князівською короною, досить легко розкладається на латинські літери „В“ і „R“ — початкові букви імені Богуслава Радзивілла».
Втім, археологічні та архівні матеріали свідчать про те, що монограма насправді складається не з двох, а з трьох букв: BRD — Boguslaus Radzivil Dux (лат. Богуслав Радзивіл Князь) .